# Giostra Urbinati
La giostra Urbinati è un sistema di collegamento delle casse utilizzato sui veicoli articolati, quali autosnodato, filosnodato e tram snodato.
Tale sistema venne ideato nel 1938 dall'ingegner Mario Urbinati, all'epoca direttore tecnico della STFER di Roma, e prodotto dalle Officine Meccaniche della Stanga di Padova, che ne detennero il brevetto per molti anni.
La giostra trovò la sua prima applicazione pratica sulle vetture tranviarie serie 400 della STFER e successivamente, grazie alla sua praticità, su numerosi veicoli articolati in tutta Europa.